# Gonzalo Torrente Ballester
Gonzalo Torrente Ballester (13. června 1910 Ferrol – 27. ledna 1999 Salamanca) byl španělský spisovatel, příslušník Generace 36. V mládí byl podporovatelem Francova režimu a členem falangistické strany, v 60. letech se však s režimem dostal do střetu, zvláště poté, co podpořil stávkující asturské horníky. V letech 1966 až 1973 působil ve Spojených státech, kde byl profesorem na University at Albany. V roce 1977 se stal členem Královské španělské akademie. V roce 1985 získal Cervantesovu cenu, neprestižnější literární ocenění ve španělskojazyčném světě. Česky vyšel jeho román Větrná růžice (Prostor 2001). Česká romanistka Dora Poláková mu věnovala monografii nazvanou Cervantesovo dědictví v moderním španělském románu: dílo Gonzala Torrente Ballestera.